# Pseudonapomyza spenceri
Pseudonapomyza spenceri este o specie de muște din genul Pseudonapomyza, familia Agromyzidae, descrisă de Cerny în anul 1992.
Este endemică în Czech Republic. Conform Catalogue of Life specia Pseudonapomyza spenceri nu are subspecii cunoscute.